# サン＝フルール
サン＝フルール （Saint-Flour、オック語:Sant Flor）は、フランス、オーヴェルニュ＝ローヌ＝アルプ地域圏、カンタル県のコミューン。

## 地理
サン＝フルールのまちは、ヴィル＝オート（高地の市街）とヴィル＝バス（低地の市街）の2つの地区に分かれている。ヴィル＝オートは、火山性の玄武岩上の台地である標高900mのプラネーズ上にある。ヴィル＝バスはアンデル川沿いに広がる。
サン＝フルールは、古い国道9号線と、A75（パリ＝ベジエ間を走る）が通る。

## 歴史
青銅器時代にさかのぼってサン＝フルールの地には最古の仕事の痕跡が見つかっている。多くのドルメンも見つかっている。
現在の考古学の証拠により、ガリアの時代に限られた人の存在が見つかっている。しかし領土はその後ガロ＝ローマやローマ帝国によって占領された（鉄道駅の近くに中規模のヴィッラや、アウグストゥス帝時代の小さなヴィッラが見つかっている）。当時のサン＝フルールの名はIndiciacumであり、これはIndiciacusという男性名に由来していた。この時代のIndiciacはローマの小さなまちを意味するウィクス（fr）であったと考えられている。ウィクスは、主要道沿いにある第2のまちを指していた。
5世紀、司教フロルスは現在のサン＝フルールの流域を伝道した。彼の名が現在のコミューン名のもととなった。しかしまちが栄えたのは1000年以降である。フランス革命時代、コミューンの名はフォール＝カンタル（Fort-Cantal）、フォール＝リーブル（Fort-Libre）、モン＝フルール（Mont-Flour）そしてサン＝フルールの名に1793年に落ち着いた。コミューンの面積が変わることはなかった。

## 人口統計
| 1962年 | 1968年 | 1975年 | 1982年 | 1990年 | 1999年 | 2006年 |
| ------ | ------ | ------ | ------ | ------ | ------ | ------ |
| 5 846  | 5 997  | 7 272  | 7 950  | 7 417  | 6 625  | 6 663  |

source=cassini.ehess.fr

## 史跡
- サン＝ピエール教会 - 15世紀のゴシック建築。オート＝オーヴェルニュ地方の宗教中心地たるサン＝フルールの象徴。黒いキリスト像、聖フロルスの一生を描いたステンドグラス、地獄と煉獄を描いたフレスコ画、オルガンが知られる[2]。1906年以来歴史的建造物に指定されている[3]。

## 姉妹都市
- ハゼリュンネ、ドイツ
- オルレアン、フランス